# Ограбление авиакомпании Air France
Ограбление авиакомпании Air France (англ. Air France robbery) — крупное ограбление, произошедшее в апреле 1967 года, когда сообщники семьи Луккезе похитили 420 000 долларов из грузового терминала Air France в нью-йоркском международном аэропорту имени Кеннеди. Хотя в 1967 году в аэропорту Кеннеди было совершено множество краж грузов, это было самое крупное на тот момент ограбление. Ограбление совершили Генри Хилл, Роберт Макмахон (англ. Robert McMahon), Томми Десимоне и Монтегю Монтемурро (англ. Montague Montemurro) по наводке Макмахона. Генри Хилл считал, что именно ограбление Air France привлекло к нему внимание мафии.

## Планирование
Air France перевозила американскую валюту из Юго-Восточной Азии в США и заключила контракт для размещения в американских банках. Деньги обычно перевозились в льняных мешках, каждый из которых содержал 60 000 долларов США, и Air France отправляла таким образом до 1 миллиона долларов в неделю. Деньги хранились в охраняемом помещении с круглосуточной охраной.
По словам Роберта Макмахона, работавшего в грузовом отделе Air France, самолеты Air France регулярно доставляли по три-четыре мешка с 60 000 долларов за раз, и Макмахон сказал Генри Хиллу, что три-четыре человека с пистолетами могут легко их украсть. Однако трудно было предугадать поступление денег и поэтому кража была рискованной. Генри Хилл решил, что лучше украсть ключ и попытаться тайно похитить деньги по их поступлении. Наблюдение показало, что самым сложным препятствием будет охранник, который постоянно держал ключ при себе, даже в выходные дни.
Грабители пробрались в дом охранника и в результате осмотра жилища обнаружили потенциально уязвимое место: женщин. Макмахон познакомил охранника с дорогой эскортницей в мотеле The Jade East, расположенном недалеко от международного аэропорта Кеннеди. Со временем охранник и эскортница вступили в интимную связь. После нескольких неудачных попыток Макмахон с подельниками смогли отвлечь охранника, а в это время Генри Хилл снял копию с ключа.

## Ограбление
Макмахон получил информацию о том, что в пятницу, 7 апреля 1967 года, в грузовой терминал прибудут средства в сумме от 400 000 до 700 000 долларов. Макмахон сказал, что лучшее время для ограбления будет незадолго до полуночи, когда у охранника будет перерыв на еду.
В день ограбления Генри Хилл и Томми Десимоне отправились в грузовой терминал Air France в Международном аэропорту имени Джона Кеннеди с самым большим чемоданом, который смогли найти. В 11:40 вечера Генри Хилл и Томми Десимоне вошли в грузовой терминал Air France. Макмахон уверял, что грабители должны прийти в терминал под видом обычных посетителей, разыскивающих потерянный груз. Томми Десимоне и Генри Хилл беспрепятственно вошли в неохраняемую зону и открыли нужную дверь дубликатом ключа. С помощью потайного фонарика они нашли семь мешков, которые погрузили в чемодан и ушли — в общей сложности было похищено 420 000 долларов. Сигнализация не сработала, грабители не использовали огнестрельное оружие, и в результате кражи никто не пострадал. Кража была обнаружена только в следующий понедельник, когда грузовик Wells Fargo прибыл за мешками, чтобы доставить их в компанию French American Banking Corporation.

## В кино
Ограбление Air France было показано в фильме «Сицилийский клан» Анри Вернёя и в фильме «Славные парни» Мартина Скорсезе. В фильме «Славные парни» ограбление показано с точки зрения инсайдера, когда охранник просто дал Генри Хиллу ключ (в отличие от попытки его скопировать), а также было изображено гораздо более крупное ограбление Lufthansa 1978 года, чтобы показать смертельные последствия внутренней борьбы между грабителями.

### Citations
1. ↑  
William E. Burrows (27 октября 1967). Crime at Kennedy Costing Millions (PDF). The New York Times. New York. p. 38. Дата обращения: 19 ноября 2009.
2. 1 2 3  Pileggi, Nicholas. Wiseguy: Life in a Mafia Family. — Simon & Schuster, 1986. — ISBN 0-671-44734-3.
3. 1 2  $420,000 Is Missing From Locked Room at Kennedy Airport. Архивировано 22 декабря 2019. Дата обращения: 30 июня 2025.

### Дополнительные источники
- Volkman, Ernest. The Heist: How a Gang Stole $8,000,000 at Kennedy Airport and Lived to Regret It / Ernest Volkman, John Cummings. — New York : Franklin Watts, October 1986. — ISBN 0-531-15024-0.